# John David Washington

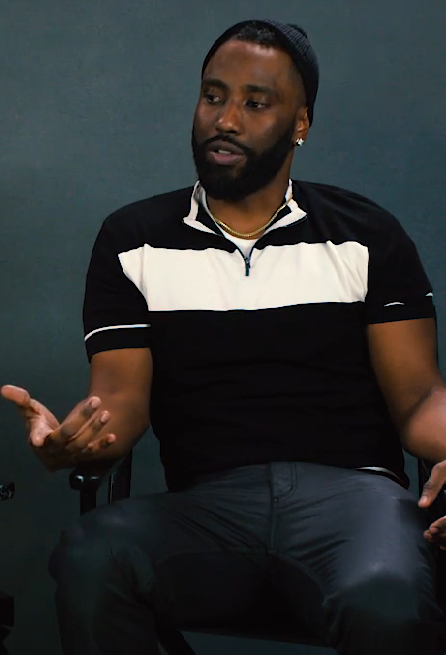
Washington (2018)

John David Washington (ur. 28 lipca 1984 w Los Angeles) – amerykański aktor, nominowany do Złotego Globu za główną rolę w filmie Spike'a Lee Czarne bractwo. BlacKkKlansman. Syn Denzela Washingtona i jego żony Pauletty. Były futbolista.

## Filmografia

### Filmy
| Rok  | Tytuł                          | Rola                 | Uwagi |
| ---- | ------------------------------ | -------------------- | ----- |
| 1992 | Malcolm X                      | uczeń                |       |
| 2017 | Coco                           | Mahlik               |       |
| 2018 | Monsters and Men               | Dennis Williams      |       |
| 2018 | All Rise                       | Richard "Bobo" Evans |       |
| 2018 | Czarne bractwo. BlacKkKlansman | det. Ron Stallworth  |       |
| 2018 | Gentleman z rewolwerem         | por. Kelley          |       |
| 2020 | Tenet                          | Protagonista         |       |
| 2021 | Malcolm i Marie                | Malcolm              |       |
| 2021 | Beckett                        | Beckett              |       |
| 2022 | Amsterdam                      | Harold Woodman       |       |
| 2023 | Twórca (The Creator)           | Joshua               |       |

### Telewizja
| Rok       | Tytuł  | Rola         | Uwagi              |
| --------- | ------ | ------------ | ------------------ |
| 2015–2019 | Gracze | Ricky Jerret | w głównej obsadzie |